# Nola paromoea
Nola paromoea là một loài bướm đêm thuộc họ Nolidae. Loài này có ở Queensland, Úc.
Sải cánh dài khoảng 15 mm.

## Hình ảnh

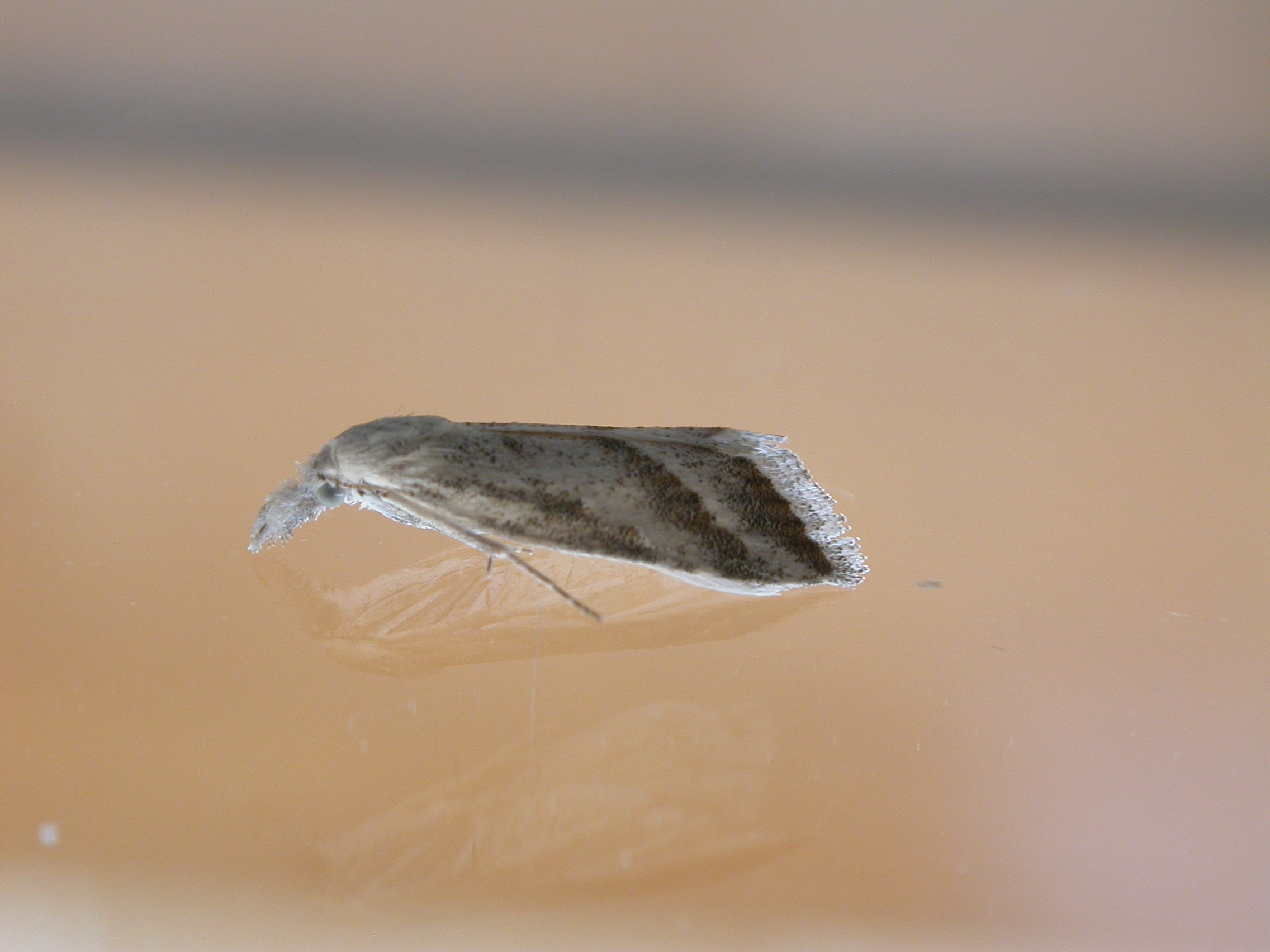
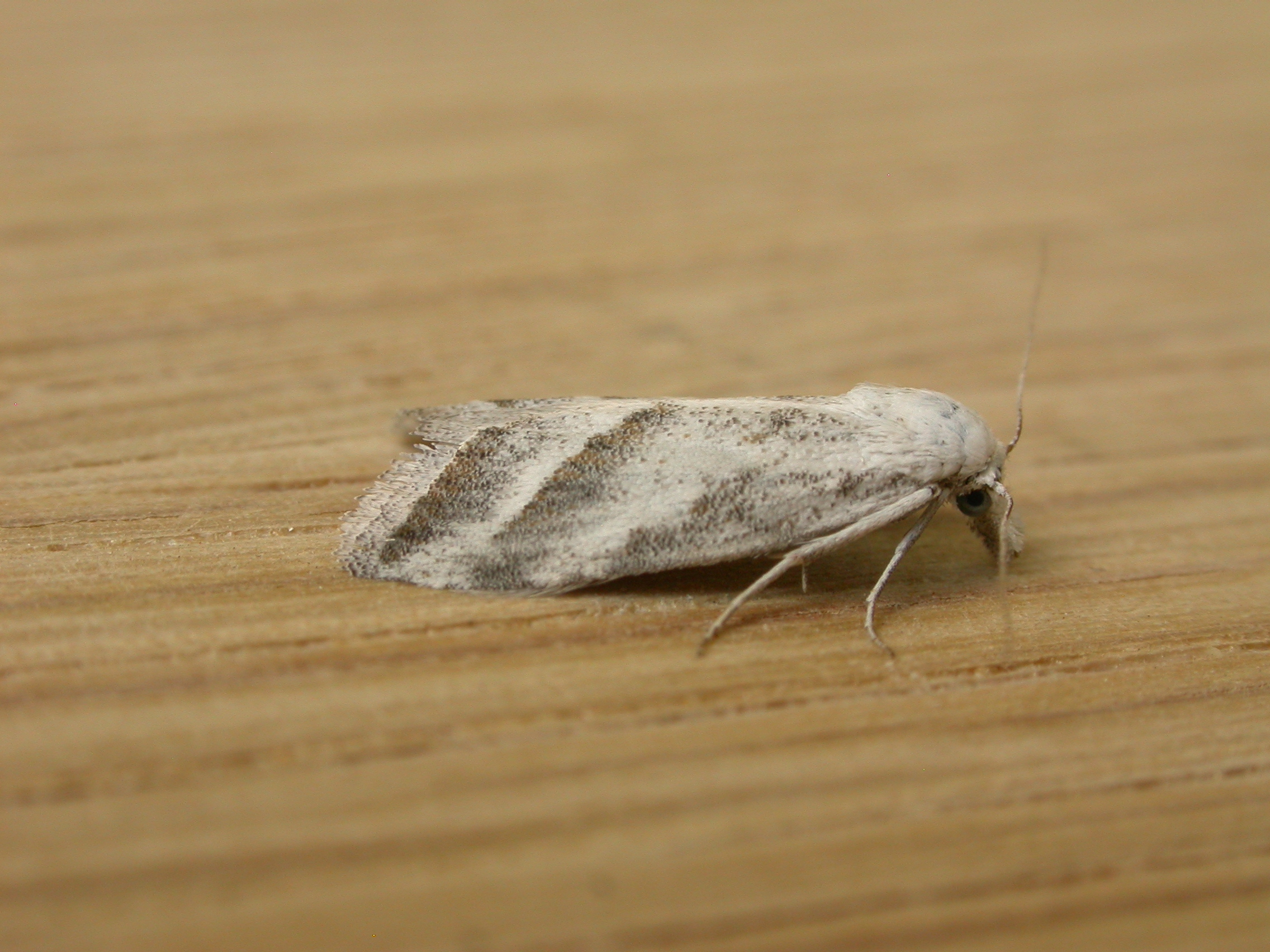
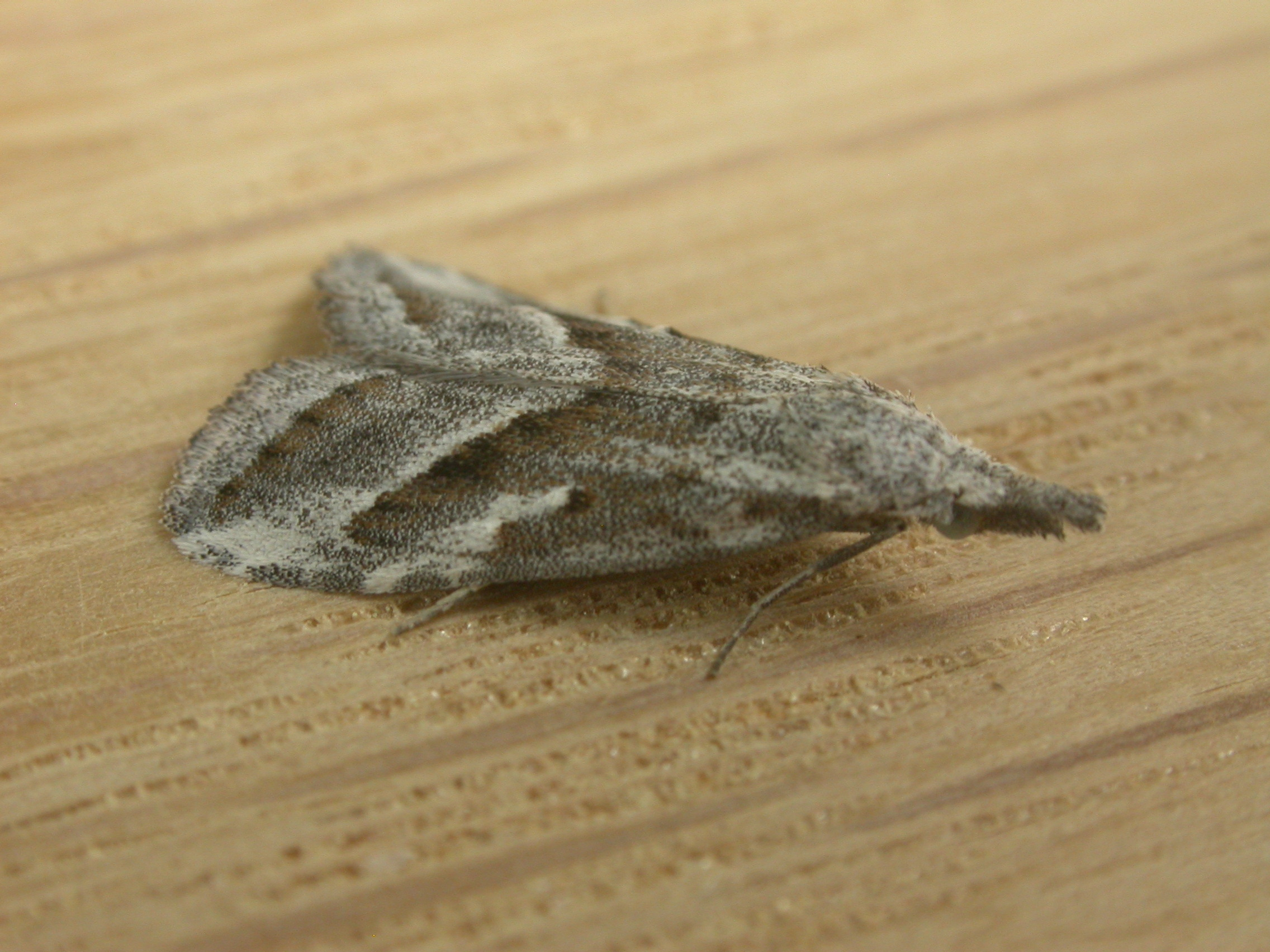